# 바덴-아라우 철도 노선
바덴-아라우 철도 노선(Baden–Aarau railway line)은 스위스 북부의 철도 노선이다. 이 철도는 투르기, 브루크 AG 및 빌데크를 통해 바덴에서 아라우까지 이어진다.

## 경로
이 노선은 리마트강 서안의 바덴역에서 투르기역까지 이어지며 돌다리(빈디쉬-게벤슈토르프 다리, 스위스에서 두 번째로 오래된 철도 다리가 아직 사용 중임)에서 로이스강을 건너 약 2분 동안 계속된다. 아레강을 따라 서쪽으로 몇 킬로미터를 이동한 다음 브루크 AG역에 도달한다. 그 다음 노선은 크게 아레강에서 아라우역까지의 코스를 따른다. 로이스 다리를 제외하고는 큰 공학적 구조물이 없다.
투르기에서는 라인강이 코블렌츠로 분기되어 낮은 아레 계곡을 통해 북쪽으로 이어진다. 브루크에서 뵈츠베르크 철도 라인은 북서쪽으로 바젤로, 브루크-헨드쉬켄 철도 노선은 아트-골다우, 고트하르트 및 이탈리아를 향해 남쪽으로 분기된다.
빌데크에서 제탈 철도는 이전에 렌츠부르크를 향해 남쪽으로 분기되었지만, 이 부분의 운영은 1984년에 폐쇄되었다. 이 노선은 루퍼스빌의 렌츠부르크에서 하이터스베르크선과 연결된다. 이전 스위스 국철의 아라우-주어 철도는 아라우 직전에 분기되었다. 이것은 2004년 말에 폐쇄되었고 이후에 주어렌탈 철도 노선의 재배치를 가능하게 하기 위해 해체되었다.

## 역사
최초의 스위스 철도 노선인 취리히-바덴 철도(스페인-브뢰틀리-반으로 알려짐)는 1847년 8월 9일 스위스 북부 철도에 의해 개통되었다. 이 노선은 투르기를 거쳐 아레 계곡을 거쳐 코블렌츠까지 그리고 라인강을 따라 바젤까지 이어지는 노선으로 계획되었다. 하지만 처음에는 재정적 어려움으로 실패했다.
1850년에 영국 철도 엔지니어 로버트 스티븐슨의 도움으로 국가 위원회 위원회는 무엇보다도 취리히와 바젤 사이의 연결이 코블렌츠가 아니라 올텐을 경유해야 한다고 권고했다. 따라서 스위스 북동부 철도는 바덴에서 리마트강을 따라 투르기, 아레강을 따라 아라우까지 이어지는 노선을 계획했다. 바덴-브뤼그 구간은 1856년 9월 30일에 개통되었고, 아라우까지의 연장은 1858년 5월 15일에 개통되었다.
이 노선은 스페인-브뢰틀리 철도와 마찬가지로 처음에는 완전히 단일 선로였다. 1861년 취리히-투르지 선의 이중화가 완료되었고 1862년에는 아라우까지 연장되었다. 1925년 1월 21일에 15kV 16 2/3Hz의 일반적인 스위스 연방 철도 시스템을 사용한 전철화가 완료되었다. 국유화까지 SBB를 형성하기 위해 대형 사철 회사 중 북동부 철도가 노선 운영을 담당했다.
1975년 하이터스베르크 노선이 개통될 때까지 100년 이상 동안 이것은 스위스 철도 네트워크의 주요 동서 횡단이었다. 그러나 뵈츠베르크 철도 노선은 1875년에 개통되어 아라우-올텐- 하우엔슈타인 노선보다 취리히와 바젤 간의 연결이 더 짧았다. 원래 계획된 취리히와 코블렌츠 경유 바젤 노선도 건설되었다. 이 노선은 1859년 투르지와 코블렌츠 사이에 개통되었으며, 1892년에는 라우펜부르크를 경유하여 바젤까지 연장되었다.

### 참고자료
- Wägli, Hans G. (2010). 《Schienennetz Schweiz, Réseau Ferré suisse》 (독일어) 3판. AS Verlag. ISBN 978-3-909111-74-9.
- Weissenbach, Plazid (1913). 《Das Eisenbahnwesen der Schweiz》 (독일어). Zürich.